# Portland (Schiff, 2017)
Die Portland ist ein Amphibious Transport Dock der United States Navy der San-Antonio-Klasse. Es ist das dritte Schiff mit dem Schiffsnamen Portland, jedoch das Erste, das nur für Portland in Oregon steht.

## Geschichte
Die Portland wurde Mitte 2012 in Auftrag gegeben und ein Jahr später bei Ingalls Shipbuilding auf Kiel gelegt. Der Stapellauf erfolgte im Frühjahr 2016, die Auslieferung im Herbst 2017. Die Indienststellung erfolgte im Dezember 2017 ohne Taufe. Die Taufe des Schiffes erfolgt erst am 21. April 2018, als das Schiff auf Besuch in Portland war. Die Zeremonie wurde begleitet von diversen Anti-Kriegs-Demonstrationen, die sich gegen die Taufe des Schiffs nach dem Namen der Stadt richteten.
Die Portland ist eines der Schiffe, welches die US Navy zur Erprobung von Laserwaffen-Systemen nutzt. Das Laserwaffensystem AN/SEQ-3 wurde von der außerdienstgestellten Ponce abmontiert und Ende 2018 auf der Portland montiert.

### Raumkapsel-Bergungen

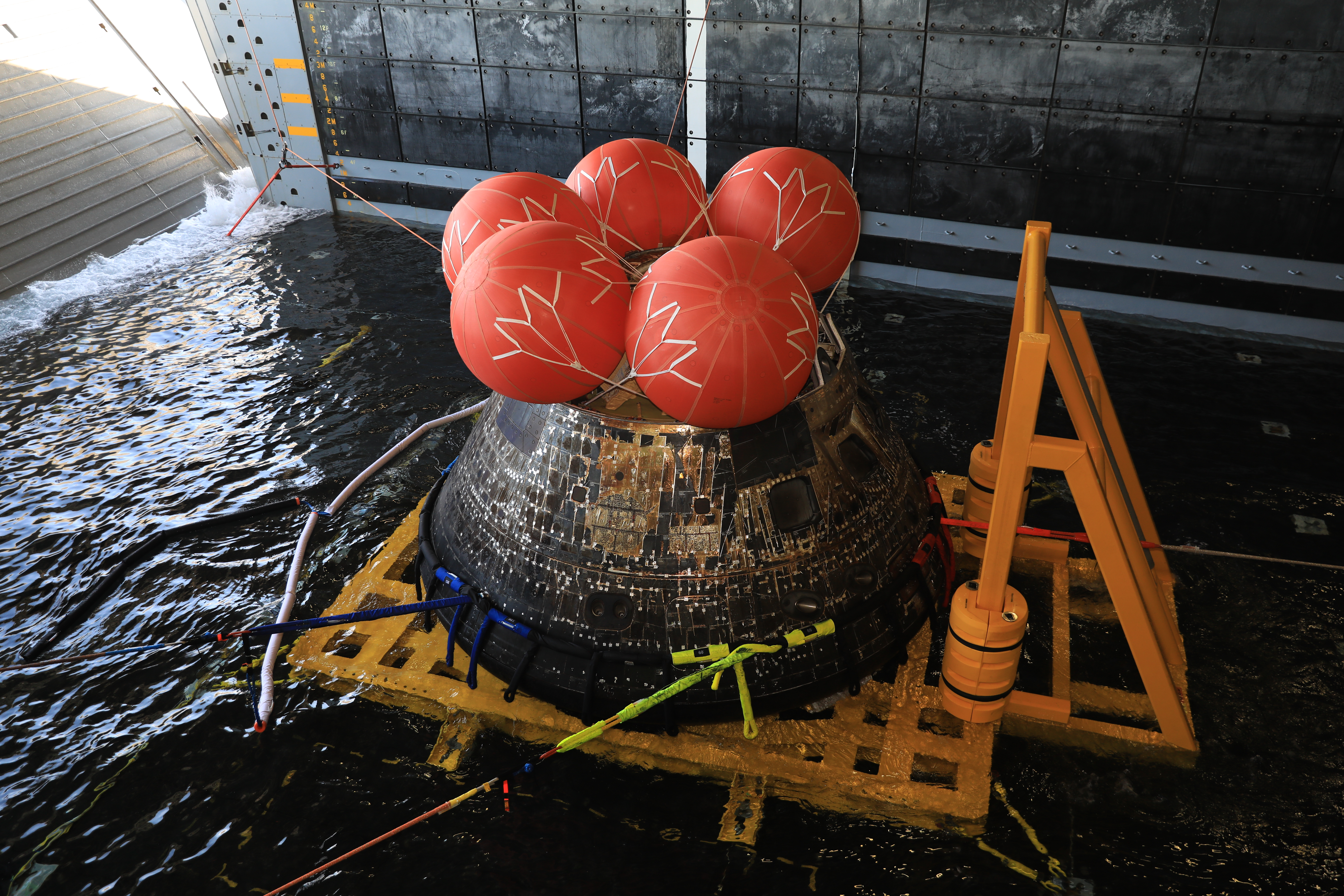
Orion im Welldeck der Portland

Am 11. Dezember 2022 barg die Portland die Raumkapsel Orion der unbemannten Mondmission Artemis 1 der NASA vor der Küste Baja Californias. Die Raumkapsel wurde in das Welldeck des Schiffs transportiert. Anschließend wurde Orion zurück nach San Diego gebracht, wo die Vorbereitungen für den Rücktransport zum Kennedy Space Center getroffen wurden.